# Попи
По̀пи (на италиански: Poppi) е градче и община в централна Италия, провинция Арецо, регион Тоскана. Разположено е на 437 m надморска височина. Населението на общината е 6396 души (към 2010 г.).